# Zeta Herculis
Désignations
Zeta Herculis (ζ Her / ζ Herculis) est une étoile binaire de la constellation d'Hercule. Sa magnitude apparente combinée est de 2,81. Elle forme avec ε Herculis, η Herculis et π Herculis le trapèze d'Hercule. En astronomie chinoise, elle fait partie de l'astérisme Tianji, un bureau d'enregistrement des affaires du marché, en rapport avec l'ensemble des astérismes situés plus au sud, représentant Tianshi, le marché céleste. D'après la mesure de sa parallaxe annuelle par le satellite Hipparcos, le système est situé à ∼ 35 a.l. (∼ 10,7 pc) de la Terre. Il se rapproche du Système solaire à une vitesse radiale de −68 km/s.
La composante primaire, ζ Her A, est une sous-géante jaune-blanc de type spectral F9IV et de magnitude apparente 2,90. Un peu plus grande que le Soleil, elle vient de commencer à évoluer en dehors de la séquence principale. En orbite autour d'elle se trouve une étoile plus petite et plus faible, ζ Her B, qui est distante de la primaire d'un peu plus d'une seconde d'arc. C'est une naine jaune de type spectral G7V et de magnitude 5,53. Les étoiles orbitent l'une autour de l'autre sur une période de 34,45 ans, une excentricité de 0,46 et un demi-grand axe de 1,33″.
Ce système fait partie du groupe mouvant de Zeta Herculis, qui comprend outre ζ Herculis, δ Trianguli, φ2 Pavonis, ζ Reticuli, 1 Hydrae, Gliese 456, Gliese 678 et Gliese 9079.